# Наташа Муді
Наташа Муді (8 жовтня 1990) — ямайська плавчиня.
Учасниця Олімпійських Ігор 2008 року, де в попередніх запливах на дистанції 50 метрів вільним посіла 37-ме місце і не вийшла до півфіналів.